# Mikronárod

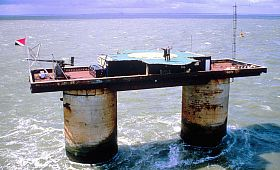
Knížectví Sealand

Jako mikronárody, případně soukromé státy, jsou označovány různé aktivity skupin lidí, kteří prohlašují, že jsou nezávislým suverénním státem, nicméně jejich nárok není uznáván mezinárodním společenstvím, fakticky neuplatňují státní moc, a nemohou být tedy považovány za státy v pravém slova smyslu. 

## Definice
Mikronárody nelze zaměňovat s mikrostáty jako je Vatikán nebo Tuvalu, které uplatňují plnou suverenitu nad svým malým územím a jsou členy mezinárodních organizací. Také se liší od kvazistátů a částečně uznaných států, které mají vládní orgány de facto kontrolující státní území a udržují také hospodářské či kulturní styky se zahraničím. Nejsou ani přijímány do Organizace nezastoupených států a národů, která sdružuje hlavně exilové vlády různých okupovaných území. 
Mikronárody mají sice hlavu státu, vlajku, hymnu, vydávají peníze a pasy, ale postrádají schopnost vynutit si jejich respektování. Jde tedy spíše o fenomén sociální a kulturní než politický. Motivace zakladatelů se různí, může se jednat o touhu něčemu, byť fiktivnímu, vládnout či žert ve skupině kamarádů; ale i o ambiciózní společenskou utopii nebo spiknutí na hranici organizovaného zločinu. Takovéto komunity se vyskytují po celém světě a často jde o turistické atrakce. V minulosti však došlo k zákrokům státní moci potvrzující svrchovanost nad odtrženým územím. Například v bývalém Československu vyšetřovala v sedmdesátých letech  Státní bezpečnost několik československých občanů za kontakty se švýcarským anarchistickým mikronárodem Koneuwe.

## Seznam mikronárodů
Známé mikronárody jsou:

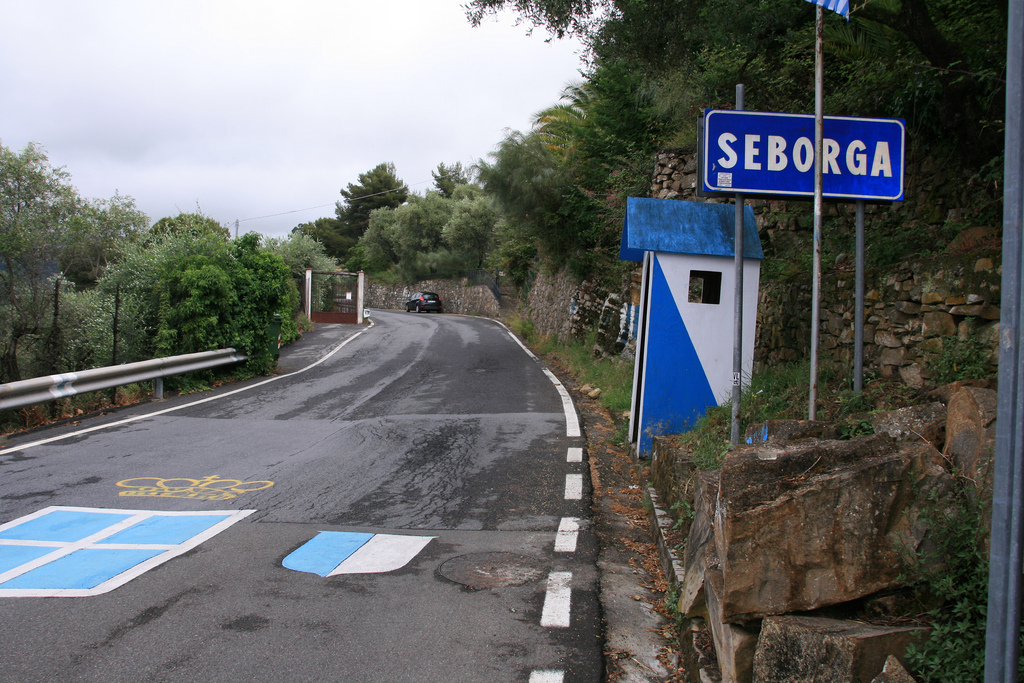
Samozvaný hraniční přechod mikronároda Seborga.

- Conch Republic – nyní žertovná turistická atrakce ve Florida Keys, založena jako protest navýšení silničních kontrol na silnici spojující ostrovy s Floridou.
- Knížectví Hutt River – bylo území na západním pobřeží Austrálie, kde místní farmář Leonard Casley vyhlásil v roce 1970 vlastní knížectví, protože se nedohodl se státem ohledně výkupu obilí. V roce 2020 se toto samostatné knížectví z důvodu finančních potíží „podřídilo Austrálii“.[6]
- Christiánie (Svobodné město Christiania) – anarchistická komuna, která se roku 1971 usídlila v opuštěných kasárnách na předměstí Kodaně. Komunita má vlastní liberální pravidla, která však například zakazují držení tvrdých drog.[7]
- Ladonie – založen umělcem Lars Vilksem na protest místním úřadům, které plánovaly zničit jeho konstrukci Nimis.
- Republika Minerva – pokus o založení libertarianského státu v Tichém oceánu, po navazení písku na útesy Minerva byl však obsazen Tongou.
- Molossia – mikronárod založen jako parodie banánových republik střední Ameriky. V historii pořádala i olympijské hry mikronárodů.[8]
- Melchizedekovo panství (Dominion of Melchizedek) – účelem je krýt bankovní spekulace a zneužívat diplomatickou imunitu. Podplatili několik chudých afrických států, aby je uznaly za subjekty mezinárodního práva[9].
- Nova Roma – občany mikronárodu jsou obdivovatelé antické kultury, kteří chtějí ve volném čase žít jako obyvatelé Římské říše.
- Saugeais – území na východě Francie hraničící se Švýcarskem, kde místní hoteliér vyhlásil roku 1947 vlastní republiku (kterou mu po dobré večeři prefekt kraje Franche-Comté žertem uznal). Saugeais má přes čtyři tisíce obyvatel, hlavním městem je Montbenoit.
- Sealand – opuštěná umělá plošina v Severním moři, kterou v roce 1967 obsadila rodina Batesova a vyhlásila zde monarchii fakticky nezávislou na Spojeném království.
- Seborga – vesnice se 300 obyvateli na ligurském pobřeží Itálie, která byla ve středověku samostatným feudálním knížectvím. V návaznosti na toto dědictví vznikla v roce 1963 iniciativa, která neuznává zahrnutí tohoto knížectví do Itálie. V roce 1995 nezávislost potvrdilo obecní referendum.[10] Seborga byla údajně uznána vládou Burkiny Faso v roce 1998.[11]
- Wendland (Republika Svobodný Wendland) – založena ekologickými aktivisty k vyjádření nesouhlasu se stavbou úložiště radioaktivního odpadu u vesnice Gorleben.
- Liberland – V dubnu 2015 vyhlásil Svobodnou republiku Liberland český občan Vít Jedlička na ploše cca 7 kilometrů čtverečních mezi Chorvatskem a Srbskem. V důsledku hraničního sporu mezi Srbskem a Chorvatskem jsou nároky na toto území sporné.[12] Liberland se jeví jako projekt motivovaný především ideologicky. Úředním jazykem Liberlandu je angličtina.[13][14][12]
- Forvik – malý ostrov v průlivu Papa mezi ostrovem Papa Stour a poloostrovem Sandness v Shetlandském souostroví, který na protest proti příslušnosti Shetland k Velké Británii vyhlásil nezávislým státem vlastník ostrova Stuart Hill.[15]
- Romanovská říše - projekt ruského milionáře a zakladatele Monarchistické strany, jehož cílem je obnovení vlády dynastie Romanovců
- Království Severního Súdánu - malé pouštní území mezi Egyptem a Súdánem, které si žádný ze států nenárokuje, Američan Jeremiah Heaton zde vyhlásil království, protože jeho dcera chtěla být princeznou[16]

### Mikronárody v České republice
V České republice se nachází mnoho mikronárodů, toto jsou jedny z nejznámějších:
- Svobodná spolková republika Kraví hora – zahrnuje sklepní kolonii v blízkosti Bořetic na Břeclavsku a slouží především jako turistická atrakce.[17]
- Valašské Království (či konkurenční Valašské Královstvje) – recesistický útvar s komerční ambicí.[18][19]
- Markrabství Lašské - obdobně jako v předchozích případech jde zejména o turistický projekt [20]

## Dějiny

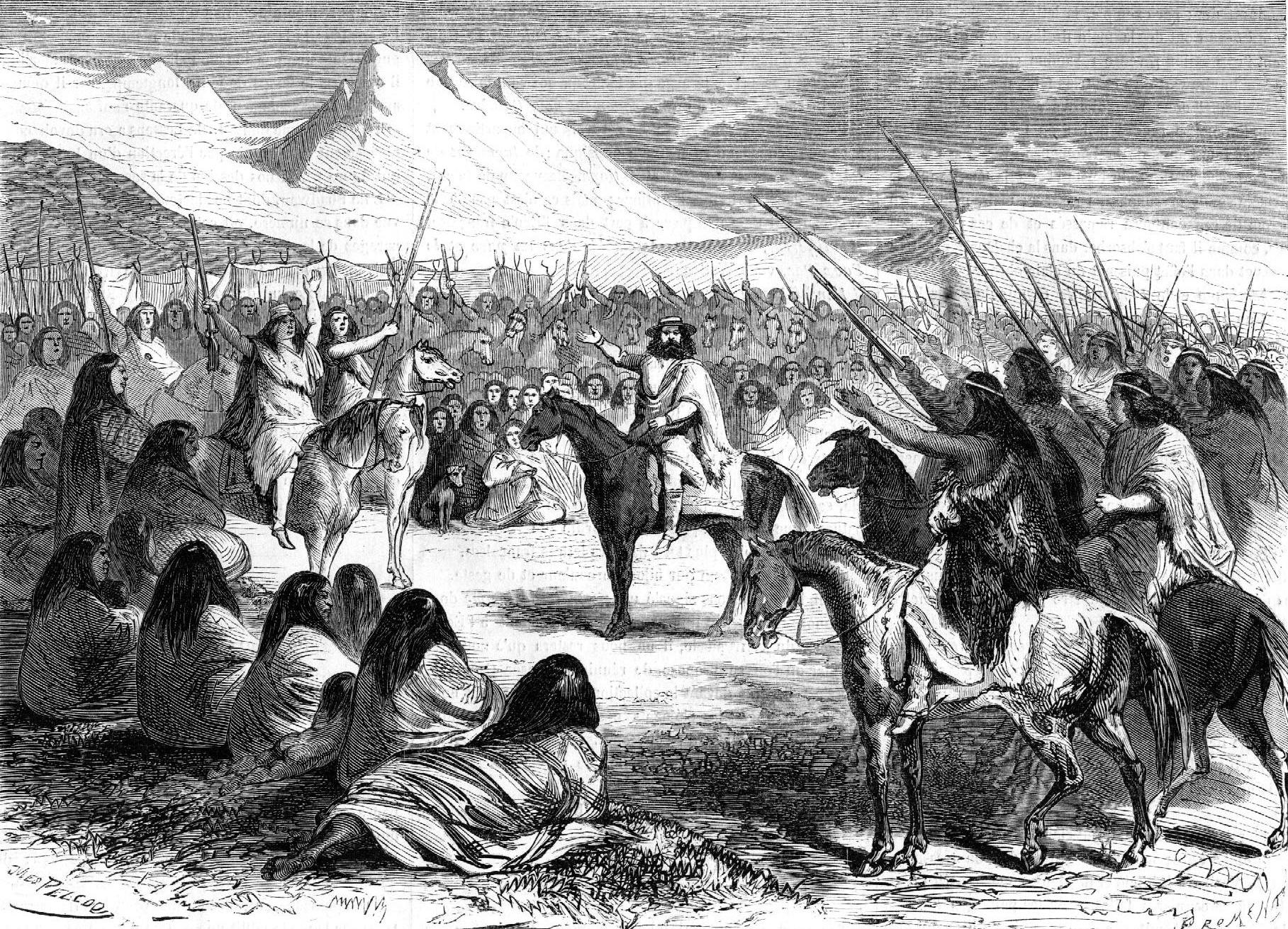
Král Araukánie a Patagonie Orelie-Antoine de Tounens obklopen indiánskými náčelníky

Za předchůdce mikronárodů se označují krátce existující státní útvary, které v 19. století vyhlašovali různí solitéři (často šlo o evropské feudály, kteří se odmítli podřídit centralizované státní moci ve své vlasti) v řídce zalidněných oblastech, málo dotčených západní civilizací — například četné mikronárody amerického dobrodruha Williama Walkera ve střední Americe — Republika Dolní Kalifornie, Království Araukánie a Patagonie a další. Tyto pokusy byly zpravidla potlačeny a v první polovině 20. století šlo jen o výstřelky neškodných podivínů (např. Království Lundy na ostrůvku u západního pobřeží Anglie).
Dalším případem byla Vnější Baldonie v Novém Skotsku, která deklarovala nezávislost v roce 1949. V mezinárodním tisku byla tato akce zaznamenána v roce 1950 a znovu byla šířeji medializována v roce 1952 v souvislosti s vydáním kritického článku v sovětském časopisu Literaturnaja gazeta. Vyhlášení nezávislosti Vnější Baldonie inspirovalo v roce 2012 A. J. Demerse k sepsání divadelní hry, ve které Baldonie po kritickém článku v sovětských médiích vyhlásí Sovětskému svazu válku.
Šedesátá léta s rozvojem kontrakultury a vytvářením samostatných komun hippies přinesla vlnu privátních státečků zakládaných mimo jiné na umělých plošinách v mezinárodních vodách (často sloužily k vysílání pirátských rozhlasových stanic), jako Sealand, Nová Atlantida nebo Růžový ostrov. Další rozmach mikronárodů nastal v devadesátých letech, kdy nastoupil individualistický způsob života, poklesla autorita centrálních vlád a také se zhroutil sovětský blok, kde vzniklo množství nových, dosud neznámých států. Navíc se objevil internet, který usnadnil prezentaci jednotlivých mikronárodů a jejich vzájemnou komunikaci. V současnosti existuje několik stovek mikronárodů. Tento fenomén byl původně vázán na liberální způsob života ve Skandinávii nebo anglosaských zemích, ale dnes vznikají mikronárody napříč celým světem.

## Mikrojazyky
Postupem času se občané těchto uskupení mohou stát skutečným mikroetnikem (nejpočetnější známý mikronárod, Ladoniané ve Švédsku, má kolem 2 500 příslušníků, běžnější počty jsou od dvou do tří desítek) s vlastní historií, jazykem, náboženstvím, tradicemi. Jejich jazyky jsou sice fiktivní, neboť na prvopočátku byly většinou zkonstruovány, ale od jistého okamžiku, jsou-li užívány, se stávají jazyky přirozenými. Tak vznikají nadstavby přirozeného jazyka a nové dialekty (např. talossština, el glheth Talossán).